# Jean-Marie Doré
Jean-Marie Doré (Bossou, 12 de junho de 1938 – Conacri, 29 de janeiro de 2016) foi um político guineense que foi primeiro-ministro da Guiné de janeiro de 2010 a dezembro de 2010. Doré, que foi o presidente da União para o Progresso da Guiné (UPG), foi um líder da oposição durante anos antes de ser escolhido para chefiar um governo de transição que estava no local durante a preparação e condução da Eleição presidencial na Guiné em 2010.